# Adiunkt
Adiunkt (z niem. od łac. adiunctus „przyprzężony” od ad + iungo „przyprzęgam, przyłączam”) – stanowisko w polskich szkołach wyższych i placówkach naukowo-badawczych dla pracowników naukowych lub naukowo-dydaktycznych posiadających stopień naukowy doktora lub doktora habilitowanego. W odróżnieniu od samodzielnych pracowników nauki określani są czasem mianem pomocniczych pracowników nauki, ponieważ ustawa z dnia 5 listopada 1958 r. o szkołach wyższych (Dz.U. z 1958 r. nr 68, poz. 336, akt został uchylony 1 września 1982 r.) w art. 88 pkt. 3 mówiła, że ...Pomocniczym pracownikiem nauki jest osoba powołana na stanowisko asystenta, starszego asystenta lub adiunkta.

## Zatrudnienie
Kandydat na stanowisko adiunkta musi posiadać stopień naukowy doktora, wykazywać się aktywnością naukową udokumentowaną publikacjami w recenzowanych wydawnictwach o zasięgu krajowym bądź międzynarodowym i musi złożyć plany dalszej działalności naukowej. Ocenie podlega również działalność dydaktyczna kandydata. Zgodnie z nieobowiązującym już Prawem o szkolnictwie wyższym zatrudnienie na tym stanowisku osoby ze stopniem doktora następowało na okres do 8 lat. W związku z zaawansowaniem rozprawy habilitacyjnej, po uzyskaniu pozytywnej opinii Komisji, możliwe było przedłużenie zatrudnienia o dalsze 2 lata. Adiunkci bez stopnia doktora habilitowanego podlegali ocenie w czwartym i ósmym roku zatrudnienia na tym stanowisku. Adiunkci ze stopniem doktora habilitowanego byli oceniani co 4 lata.

### Wynagrodzenie
Wysokość minimalnej stawki wynagrodzenia zasadniczego, premii i dodatków pracowników zatrudnionych w uczelni publicznej reguluje poprzez rozporządzenie Minister Edukacji i Nauki.

## W innych krajach
W Stanach Zjednoczonych i wielu krajach anglosaskich nie istnieje odpowiednik pozycji adiunkta. Często porównywana do pozycji adiunkta jest pozycja assistant professor, która zakresem zadań nie różni się od niej. W Niemczech adiunktowi odpowiada Juniorprofessor. Częstą pomyłką jest tłumaczenie stanowiska adiunkta jako adjunct professor, która to rola jest jednak zarezerwowana dla wykładowców, którzy w wymiarze nieprzekraczającym połowy etatu prowadzą zajęcia lub badania naukowe.
Adiunkt – oznacza również stopień w niektórych zawodach na przykład w służbie bibliotecznej (adiunkt biblioteczny, adiunkt dokumentacji i informacji naukowej), muzealnictwie lub leśnictwie.